# ジェイ・ベネディクト
ジェイ・ベネディクト（Jay Benedict、1951年4月11日 - 2020年4月4日）は、アメリカのカリフォルニア生まれの俳優。

## 人物
端役で出演した1977年の『スター・ウォーズ』を皮切りに現在に至るまで、40本以上のテレビ・映画への出演したキャリアを持つ。
大きな役ではなくとも『ハノーバー・ストリート 哀愁の街かど』(1979年/ピーター・ハイアムズ)、『エイリアン2完全版』(1986年/ジェームズ・キャメロン)、『ダブルチーム』(1997年/ツイ・ハーク)、『宮廷料理人ヴァテール』(2000年/ローランド・ジョフィ)など、日本でも名の知れた作品に多く出演している。
2020年4月4日、新型コロナウイルス感染症(COVID-19)が原因で死去。68歳没。

## 出演映画
- エイリアン2-ラス・ジョーダン